# Baharat

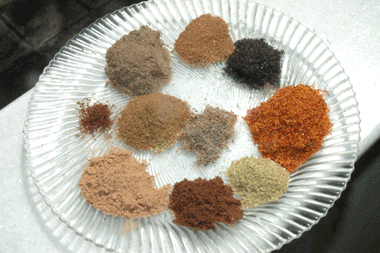
Baharat non mélangé.

Baharat (de l'arabe biharat, بهارات, qui signifie « épices ») est le nom donné à un mélange d'épices dont la base est de la poudre de boutons de roses et de cannelle (avec parfois, adjonction de clous de girofle moulus), surtout utilisée en Turquie et dans le reste du Moyen-Orient. La recette varie fortement selon les régions : on peut citer d'autres ingrédients récurrents comme le poivre de Jamaïque, la coriandre, le cumin, la cardamome et la muscade, en plus de la cannelle.
La poudre obtenue entre parfois dans la composition du bouillon du couscous et d'autres plats orientaux ou d'Afrique mais elle peut aussi parfumer des desserts. La version préparée au Moyen-Orient peut contenir du citron séché.